# Álvaro Castello-Branco
Álvaro António Magalhães Ferrão de Castello-Branco (Porto, Bonfim, 16 de Abril de 1961) é um advogado e político português. Atualmente, desempenha as funções de Secretário de Estado Adjunto e da Defesa Nacional da República Portuguesa, no governo de Luís Montenegro.

## Biografia
Filho de Álvaro Ferreira da Silva Ferrão de Castelo Branco (Porto, Santo Ildefonso, 15 de Março de 1929 - Porto, Santo Ildefonso, 27 de Abril de 2003) e de sua mulher Maria da Conceição Oliveira Magalhães e Silva (Porto, Bonfim, 27 de Agosto de 1936).
Licenciado em Direito, é Advogado.
Foi Presidente da Comissão Política Distrital do Porto do CDS/PP, Presidente da Assembleia Geral do Mercado Abastecedor do Porto e Presidente da Assembleia Geral da Agência de Energia do Porto.
Foi Vice-Presidente da Câmara Municipal do Porto, Presidente da Assembleia Municipal do Porto, Presidente do Conselho de Administração da Águas do Porto, EM, Presidente do Conselho de Administração da GOP-Gestão de Obras Públicas, EM, Vogal do Conselho de Administração da Águas de Portugal SGPS, SA, Presidente do Conselho de Administração da Águas do Douro e Paiva, SA e  Vogal do Conselho de Administração da Águas de Portugal Internacional, SA.
Foi eleito Deputado pelo Centro Democrático Social - Partido Popular, sempre pelo Círculo Eleitoral do Porto, na VIII Legislatura, de 25 de Outubro de 1999 a 4 de Abril de 2002, na IX Legislatura, de 5 de Abril de 2002 a 9 de Março de 2005, na X Legislatura, de 10 de Março de 2005 a 14 de Outubro de 2009 e na XIII Legislatura, desde 23 de Outubro de 2015 até 25 de Outubro de 2019. Fez parte das Comissões Parlamentares de Defesa Nacional como Suplente, de Orçamento, Finanças e Modernização Administrativa como Suplente, de Saúde como Suplente, de Ambiente, Ordenamento do Território, Descentralização, Poder Local e Habitação como Coordenador do Grupo Parlamentar, e Eventual para o Reforço da Transparência no Exercício de Funções Públicas como Suplente, e aos Grupos de Trabalho de Habitação, Reabilitação Urbana e Políticas de Cidades, de Impenhorabilidade da Habitação Própria Permanente (PJL's 86/XIII/1.ª - BE, 87/XIII/1.ª - PS, 88/XIII/1.ª - PCP, 89/XIII/1.ª - PCP), de Concessão de Audiências, do Regime de Classificação e Proteção de Lojas e Entidades com Interesses Histórico e Cultural (PJL N.º 155/XIII/1.ª - PS) e do Pacote de Descentralização.
Casou em Vila Nova de Gaia, Grijó, a 8 de Junho de 2002 com Ana Rita Crespo Martins Campos Cunha (Porto, Santo Ildefonso, 2 de Setembro de 1972), da qual tem dois filhos, Álvaro (Porto, Bonfim, 26 de Fevereiro de 2003) e Pedro (Porto, Bonfim, 30 de Outubro de 2007). Posteriormente, divorciou-se.